# Haltère (insecte)
Pour les articles homonymes, voir haltère.

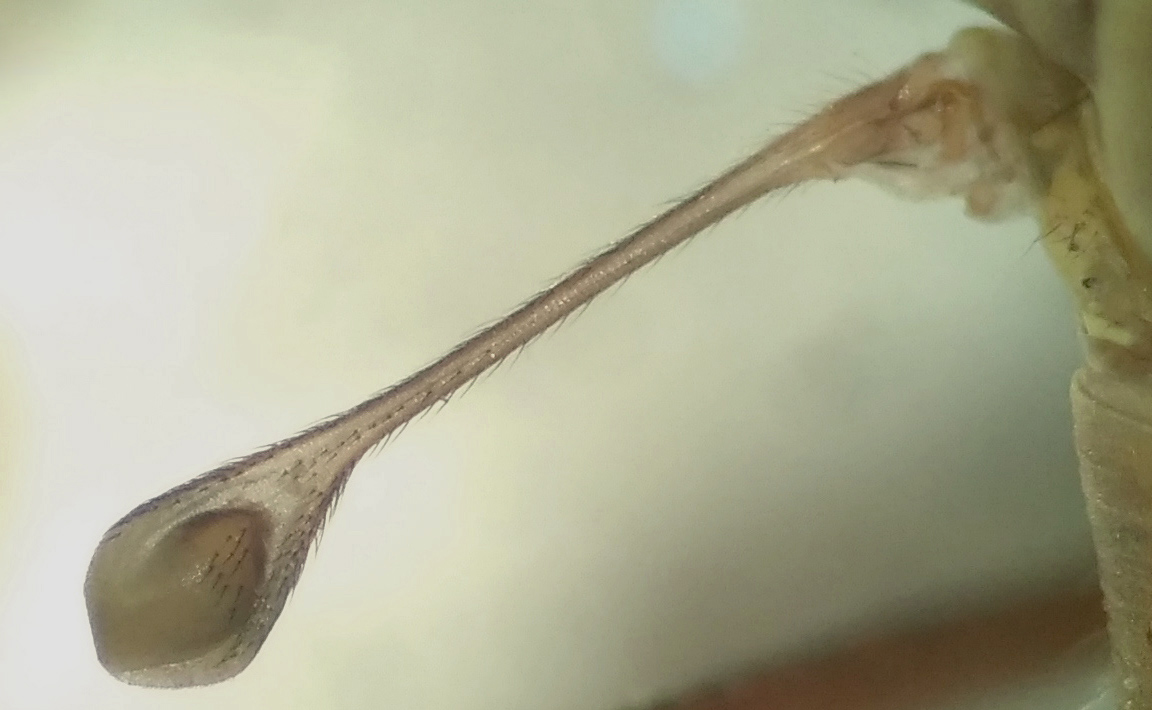
Haltère d'une tipule

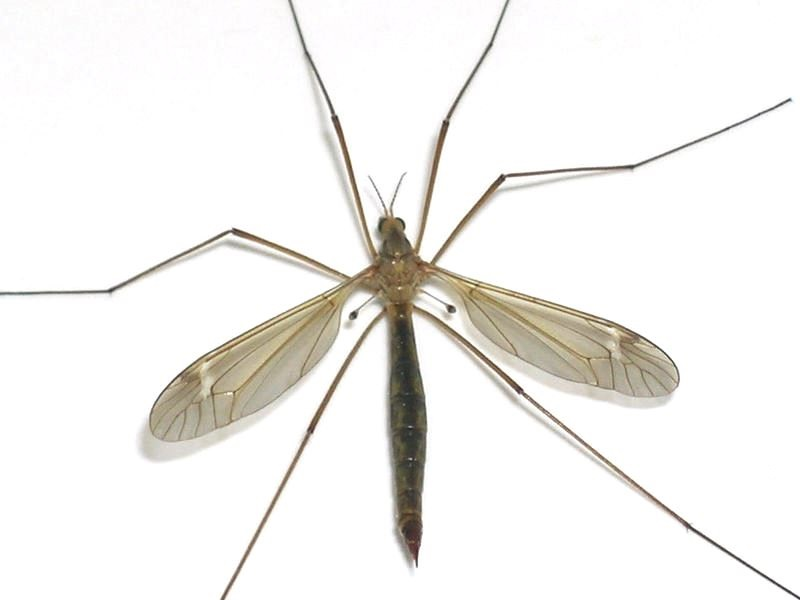
Haltères sur une tipule (diptère).

Les haltères, connus aussi sous le nom de balanciers, sont de petites structures en bouton de porte présentes par paire chez certains insectes à deux ailes ; ils sont agités rapidement pour maintenir la stabilité en vol.
Les haltères, organes dérivés des ailes, sont homologues de celles-ci. Les espèces ancestrales d'insectes avaient deux paires d'ailes (comme la plupart des espèces actuelles). Chez les Strepsiptères ce sont les ailes antérieures qui se sont transformées en haltères, tandis que chez les Diptères (mouches, moustiques et moucheron) ce sont les ailes postérieures. 
Les haltères sont particulièrement bien visibles chez la tipule, alors que chez les mouches, ils sont cachés derrière les squames des ailes et leur observation sur le thorax de l'insecte nécessite une loupe.

## Fonctionnement
Les haltères fonctionnent comme des gyroscopes à structure vibrante : les haltères en vibrant tendent à maintenir leur plan de vibration, et si le corps de l'insecte tourne ou change de direction en vol, une force de torsion se développe que l'animal détecte avec des organes sensoriels connus sous le nom de sensilles campaniformes localisées à la base des haltères.
Les haltères agissent ainsi comme un système d'équilibrage et d'orientation, aidant les mouches à réaliser leurs acrobaties aériennes rapides. Ils jouent un rôle important en stabilisant l'assiette de ces insectes durant le vol et fournit également un rétrocontrôle aux muscles des ailes pour stabiliser les moments des forces aérodynamiques.

## Génétique
Chez les diptères, la différenciation des ailes postérieures en haltères est commandée par un gène appelé ultrabithorax (Ubx). La mutation de ce gène aboutit à la formation d'adultes à quatre ailes au lieu de deux. 

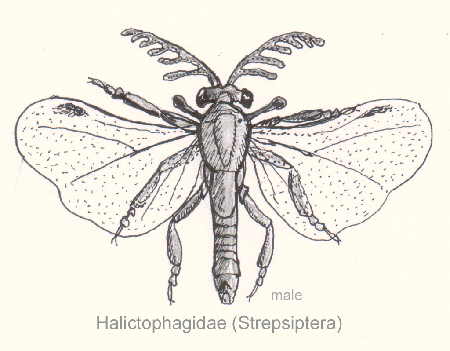
Haltères sur un strepsiptère.
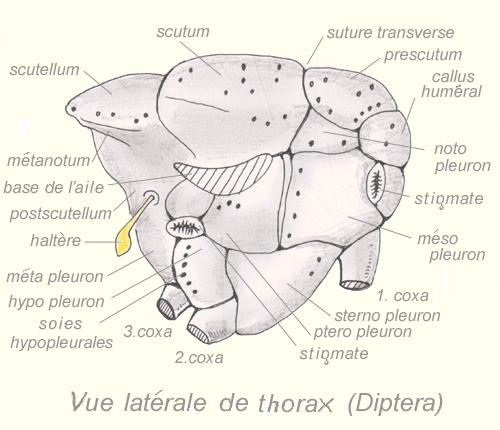
haltère de l'insecte (en jaune)